# Eimen
Eimen ist eine Gemeinde im östlichen Teil des niedersächsischen Landkreises Holzminden und gehört zur Samtgemeinde Eschershausen-Stadtoldendorf.

## Gemeindegliederung
Die Gemeinde Eimen gliedert sich in folgende Ortsteile:
- Eimen (Hauptort)
- Mainzholzen
- Vorwohle

## Geschichte
Zur Zeit Heinrichs II. wurde um 1564 die Georgskapelle Eimen als Fachwerkbau errichtet. Um 1667 wurde der Ort als „Hexendorf“ bekannt und wandte sich „aus hochdringender Noth“ mit dem Wunsch nach Hexenverfolgungen an den Herzog Rudolf August. Auf dem Elfas in Mainzholzen befand sich von 1832 bis 1849 eine Station des preußischen optischen Telegrafen. Im Jahre 1872 gründete Godhard Prüssing in Vorwohle die Portland-Cement-Fabrik Prüssing, Planck & Co.
In der Zeit des Nationalsozialismus bestand bei Vorwohle das Arbeitslager Lenne, das unter Verwaltung der Organisation Todt stand. Dort verstarb unter anderem der Metallurge und Physiker Benno Strauß.
Im Bahnhof Vorwohle zweigte die Bahnstrecke Vorwohle–Emmerthal ab.

### Ortsname
Alte Bezeichnungen des Ortes sind 1183 Einem, um 1200 Eynin, 1224 Henrico de Eynem, 1228 in Einem, um 1267 Eynem und um 1290 Eynem. Der Name leitet sich aus dem Niederdeutschen und dem Grundwort -hem für „Heim, Siedlung“ ab.

### Eingemeindungen
Im Zuge der Gebietsreform in Niedersachsen, die am 1. Januar 1973 stattfand, wurden die zuvor selbständigen Gemeinden Mainzholzen und Vorwohle in die Gemeinde Eimen eingegliedert.

### Einwohnerentwicklung
| Jahr | Einwohner | Quelle |
| ---- | --------- | ------ |
| 1910 | 435       | [ 6 ]  |
| 1925 | 433       | [ 7 ]  |
| 1933 | 418       | [ 7 ]  |
| 1939 | 374       | [ 7 ]  |
| 1950 | 733       | [ 8 ]  |
| 1956 | 537       | [ 8 ]  |
| 1973 | 12170     | [ 9 ]  |
| 1975 | 1143 ¹    | [ 10 ] |
| 1980 | 1114 ¹    | [ 10 ] |

| Jahr | Einwohner | Quelle |
| ---- | --------- | ------ |
| 1985 | 1066 ¹    | [ 10 ] |
| 1990 | 1103 ¹    | [ 10 ] |
| 1995 | 1123 ¹    | [ 10 ] |
| 2000 | 1127 ¹    | [ 10 ] |
| 2005 | 1097 ¹    | [ 10 ] |
| 2010 | 1001 ¹    | [ 10 ] |
| 2015 | 0889 ¹    | [ 10 ] |
| 2019 | 0837 ¹    | [ 10 ] |
| 0    | 0         | 0      |

¹ jeweils zum 31. Dezember
|  |

## Politik
Der Gemeinderat, der die Gemeinde Eimen vertritt, setzt sich aus neun Mitgliedern zusammen. Dies ist die festgelegte Anzahl an Ratsmitgliedern für eine Mitgliedsgemeinde einer Samtgemeinde mit einer Einwohnerzahl zwischen 501 und 1.000 Einwohnern. Die Ratsmitglieder werden durch eine Kommunalwahl für jeweils fünf Jahre gewählt.
Bei der Kommunalwahl 2021 ergab sich folgende Sitzverteilung:
| Gemeinderat 2021Insgesamt 9 Sitze - SPD: 6 - Grüne: 1 - FDP: 2 |

## Kultur und Sehenswürdigkeiten

### Bauwerke
- St. Nicolaikirche in Vorwohle
- Georgskapelle in Eimen

### Naturdenkmale
- Linde (Vorwohle, unmittelbar nördlich der Kirche)
- Feldahorngruppe (im Außenbereich von Vorwohle, ca. 100 m südlich der Siedlung Wietholz)

### Fotogalerie

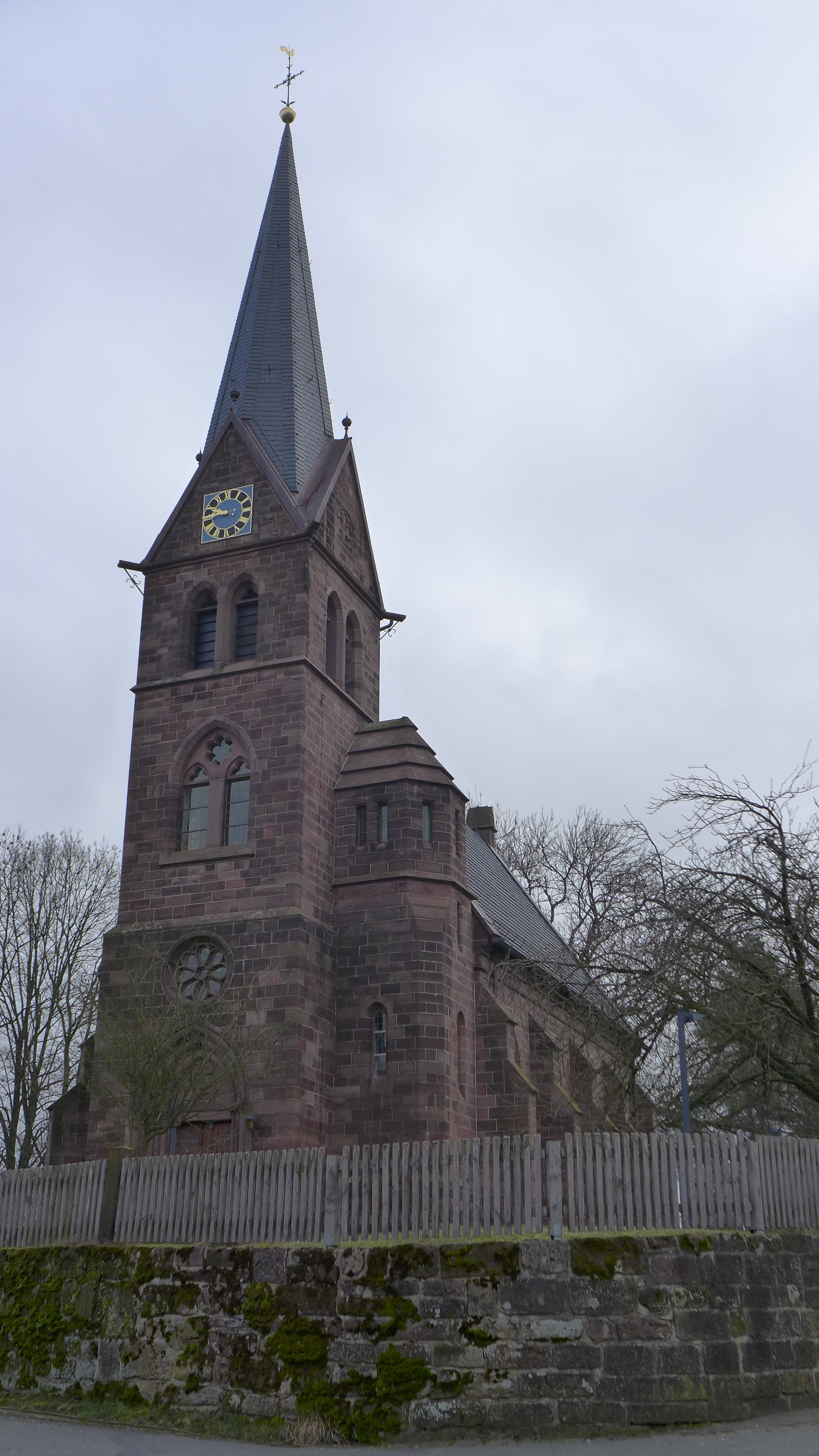
St. Nicolaikirche in Vorwohle
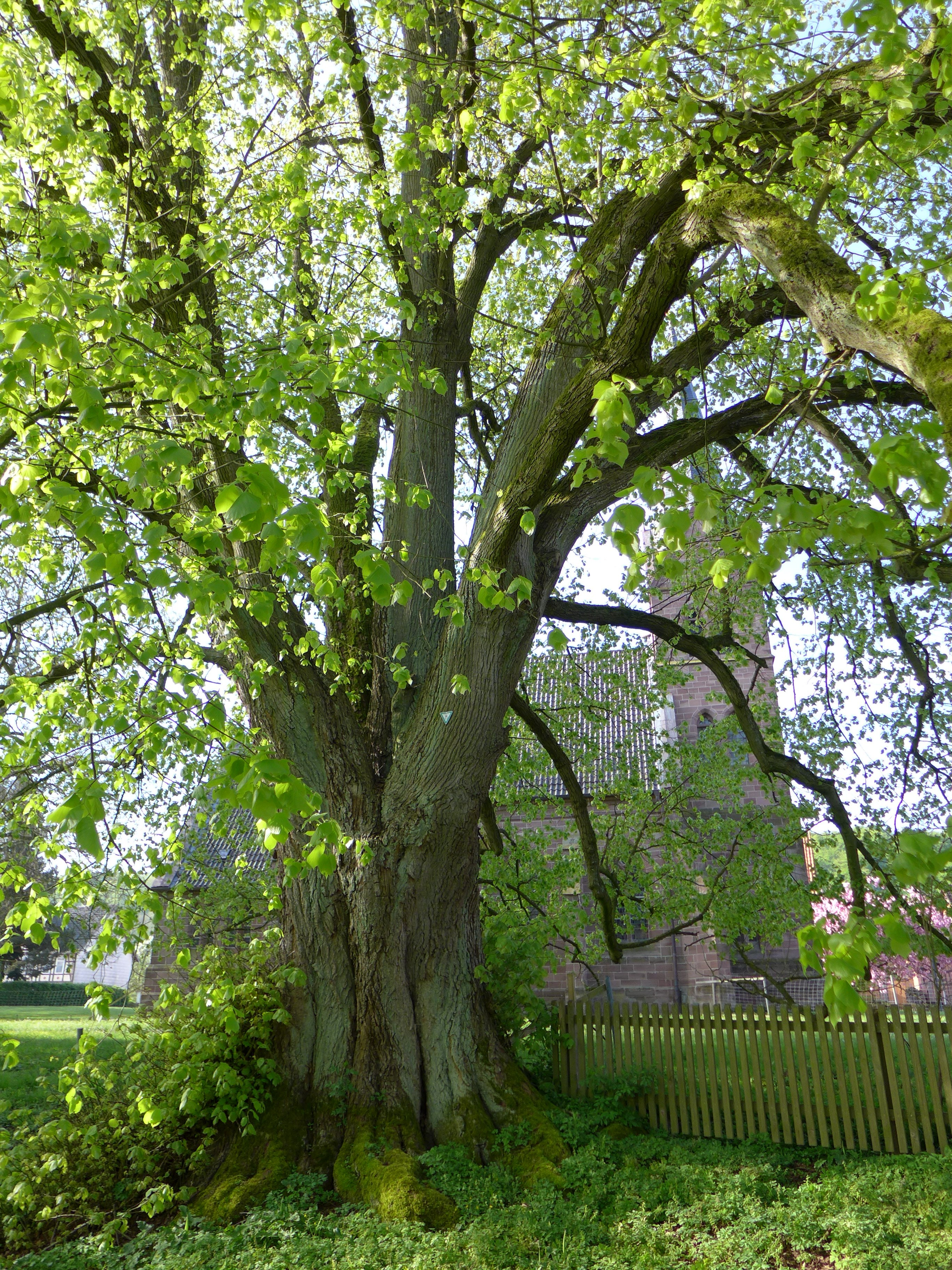
Linde nördlich der St. Nicolaikirche
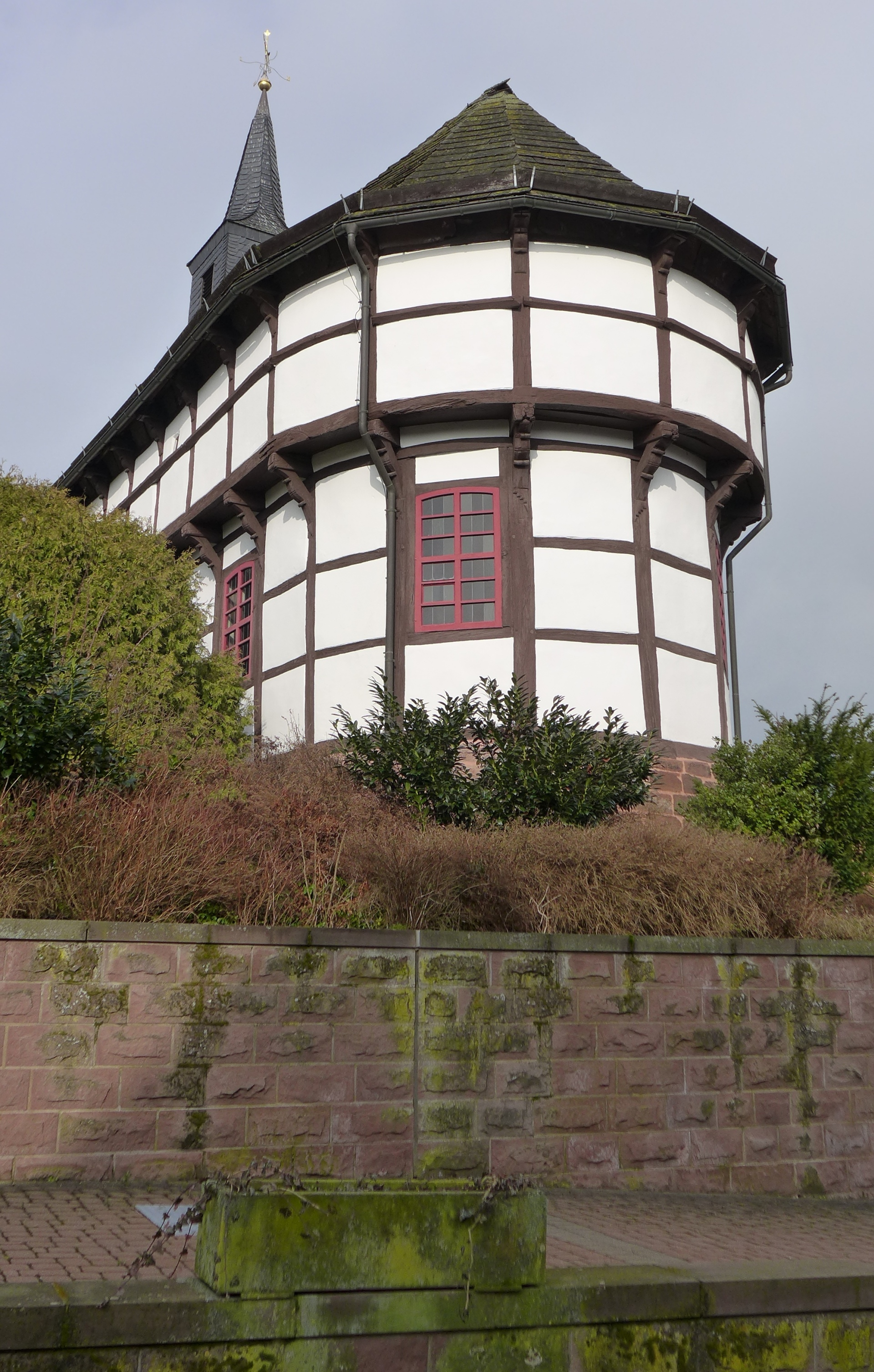
Georgskapelle Eimen

## Persönlichkeiten

### Söhne und Töchter der Gemeinde
- Trine Loges, geb. Wichmann († 23. Dezember 1651). Opfer der Hexenverfolgung, starb nach der Folter durch Suizid.[13]
- Johann Ludwig Paulmann (1728–1807), evangelisch-lutherischer Pastor in Braunschweig, Mitherausgeber eines Kirchengesangbuches und Kirchenlieddichter, im eingemeindeten Vorwohle geboren.
- Manfred Hennecke (* 1948), Materialwissenschaftler, wissenschaftliche Direktor des Leibniz-Institut für Festkörper- und Werkstoffforschung

### Personen, die mit der Gemeinde in Verbindung stehen
- Godhard Prüssing (1828–1903), Ingenieur und Zementfabrikant, mm 19. Juli 1872 war er Mitbegründer und persönlich haftender Gesellschafter der Portland-Cement-Fabrik Prüssing, Planck & Co. im eingemeindeten Vorwohle.
- Bernhard Liebold (1843–1916), Architekt, Baubeamter, Lehrer, Bauunternehmer und Politiker, er gründete 1881 die Vorwohler Zementbaugesellschaft B. Liebold & Co.
- Richard Lattorf (1864–1959), Kaufmann, Industrie-Manager und Generaldirektor der Naturasphalt AG, er war vor 1903 in das britische Unternehmen The United Limmer und Vorwohle Rock Asphalt Ltd. eingetreten.
- Benno Strauß (1873–1944), Metallurg und Physiker, verstarb im eingemeindeten Vorwohle.
- Lothar Urbanczyk (1903–1986), Politiker (SPD) und Mitglied des Niedersächsischen Landtages
- Rudolf Janke (* 1930), Orgelbauer in Bovenden, er schuf 1963 die Orgel der Ev.-luth. St. Nicolaikirche in Vorwohle.